# Impuesto sobre los bienes personales (Argentina)
El Impuesto sobre los bienes personales es un impuesto sobre el patrimonio que los individuos y las sucesiones indivisas deben pagar en Argentina. Consiste en una alícuota de 0,50% a 1,25% para los bienes que exceden una riqueza total de 3 millones de pesos argentinos.

## Historia
El impuesto sobre los bienes personales fue creado en 1991, durante el gobierno de Carlos Menem, como un tributo temporal que regiría durante nueve años.
Durante el gobierno de Néstor Kirchner el monto no imponible se mantuvo congelado en $102.300. En 2007 fue elevado por ley a $305.000, base que rigió hasta el final del mandato de Cristina Fernández de Kirchner. Este congelamiento de los montos, sumado a la inflación, ocasionó que año a año más personas se vieran alcanzadas por el tributo.
En 2018, durante el tercer año de gobierno del entonces presidente Mauricio Macri, se realizó una reforma de la ley, que elevó el mínimo imponible de $1.050.000 a $2.000.000. Además la vivienda del contribuyente se dejó fuera el tributo mientras tuviera un valor de hasta $18.000.000 (unos US$300.000 de ese momento). De esta manera en particular la escala terminó quedando determinada de la siguiente manera:
| Escala (sobre el monto no imponible) | Alícuota        |
| ------------------------------------ | --------------- |
| < $3.000.000                         | 0,25%           |
| $3.000.000 - $18.000.000             | $7500 + 0,5%    |
| > $18.000.000                        | $82.500 + 0,75% |

Mediante la Ley de Emergencia Económica que impulsó Alberto Fernández al asumir el gobierno se dispuso un aumento de las alícuotas que van desde 0,50 a 1,25%, con una duplicación de tasas en caso de que los activos se encuentren radicados en el exterior.